# Francesco Nuvolone
Francesco Nuvolone (Riva San Vitale, XVII secolo – XVIII secolo) è stato un artista svizzero di etnia italiana, noto principalmente per la realizzazione della statua bronzea di san Pio V papa del medesimo monumento sito a Pavia.